# Párnacsata

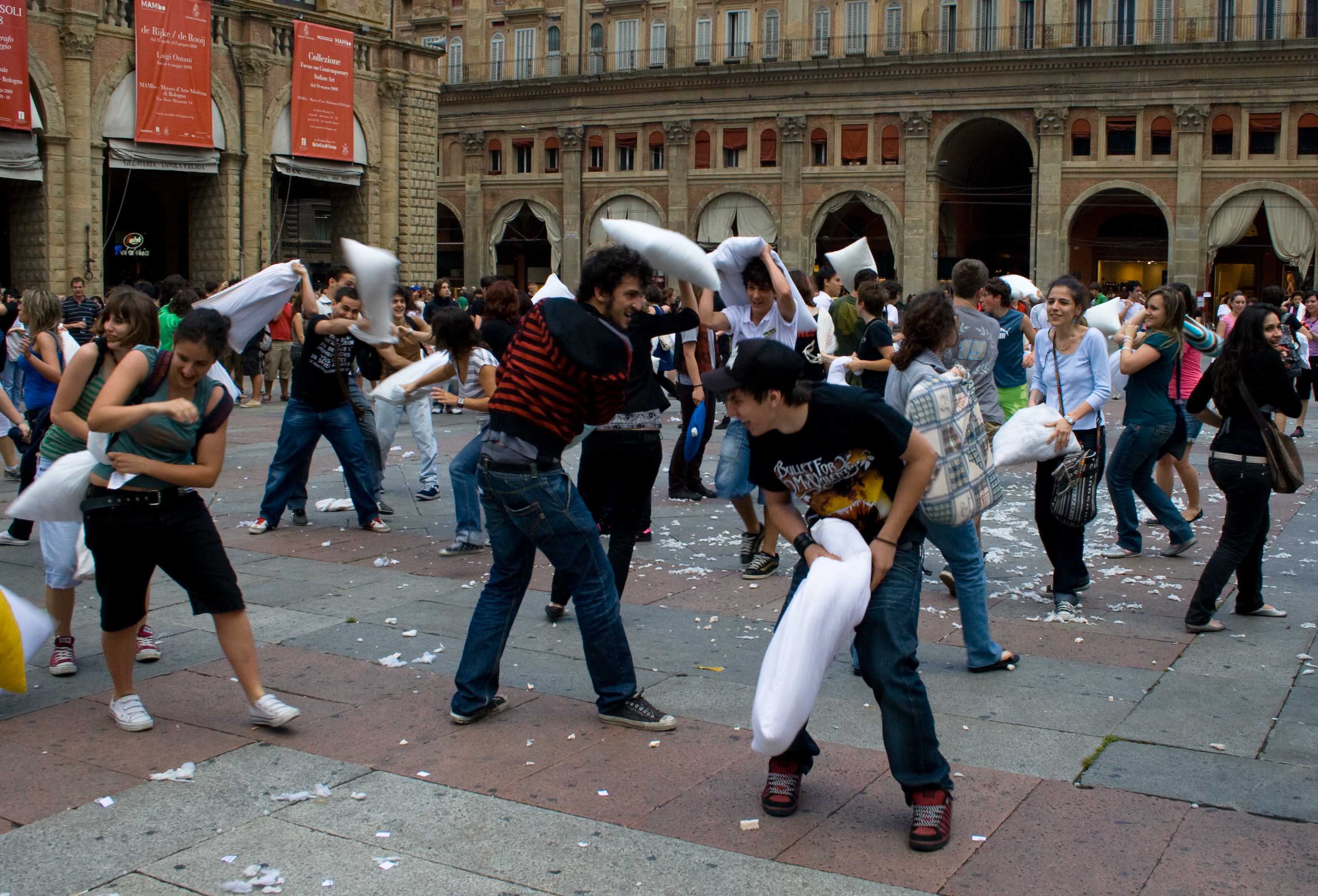
Párnacsatázók Bolognában

A párnacsata egy gyakori játék, amit általában kisgyermekek játszanak (de néha tinédzserek vagy felnőttek is). A játékban egymást párnákkal ütik vagy dobálják meg. A fegyverként használt párnák puhák, így ritkán fordulnak elő sérülések, viszont a párna becsapódásának ereje el tud lökni egy gyermeket, főleg egy puha felszínen, mint például egy ágyon. A régi, tollakkal töltött párnák gyakran szétszakadtak, széthullatva töltetüket az egész szobában. A mai párnák erősebbek, és többnyire összefüggő, szivacsból vagy más anyagból készült töltetet tartalmaznak, megakadályozva ezt a jelenséget. Ennek ellenére a tollak szétszóródása ma is a párnacsata jellegzetes eleme.

## A párnacsaták menete
A párnacsatát az energia veszélytelen levezetésére játsszák. A játéknak nincsenek kialakult szabályai, a játékmódot a helyzet dönti el. A párnacsatában a játékosok csapatokban vagy "mindenki mindenki ellen" módon harcolnak, a cél az ellenfél megtámadása párnával és ütéseinek kivédése. Többnyire nincs győztes, a játékot általában nem a győzelemért, hanem szórakozásból játsszák, de a sikeresen bevitt, illetve az elszenvedett ütések száma alapján akár a játékos győzelme vagy veresége is lehetséges. A játék a látszólagos céltalanságával ellentétben jelentős ügyességet és taktikát igényel.

## Nyilvános párnacsaták
Villámcsődület jelleggel 2006-tól szerveznek nyilvános párnacsatákat, melyek a nemzetközi párnacsata napban egyesültek.
- 2006. február 14. San Francisco; február 18. New York
- 2007. Észak Amerika nagyvárosaiban, összesen kb. 10 alkalommal
- 2008. március 22. III. nemzetközi párnacsata nap
- 2009. április 4. IV. nemzetközi párnacsata nap
- 2010. április 3. nemzetközi párnacsata nap
- 2011. április 2. nemzetközi párnacsata nap
- 2012. április 7. nemzetközi párnacsata nap - BUdapest UP! - Március 15-e tér
- 2013. április 6. nemzetközi párnacsata nap - Budapest UP! - Fővám tér, Salkaházi Sára felőli része

## Fordítás
Ez a szócikk részben vagy egészben  a   Pillow fight című angol Wikipédia-szócikk ezen változatának fordításán alapul.  Az eredeti cikk szerkesztőit annak laptörténete sorolja fel. Ez a jelzés csupán a megfogalmazás eredetét és a szerzői jogokat jelzi, nem szolgál a cikkben szereplő információk forrásmegjelöléseként.

## Külső hivatkozások
- www.pillowfightday.com